# Миодраг Живковић (вајар)
Миодраг Живковић (Лесковац, код Лазаревца, 1. фебруар 1928 — Београд, 31. јул 2020) био је српски вајар и универзитетски професор.

## Биографија
Основну школу завршио је у родном месту, а гимназију у Београду. Године 1946. уписао је Школу за примењену уметност у Београду, где је 1952. дипломирао на вајарском одсеку. Године 1948. учествовао је на изложби „Фестивал омладине Југославије“ у Београду, где је освојио прву награду за скулптуру. Живковићево прво дело била је скулптура „Борац“ из 1951, коју је направио у току пете године студија. Скулптура је 1959. постављена у месту Рашка.
Од 1954. до 1957. године радио је као наставник ликовног образовања у гимназији у Младеновцу и основној школи „Жикица Јовановић Шпанац“ у Новом Београду. Године 1968. избран је за доцента на Академији за примењене уметности у Београду за наставни програм Примењена пластика. На факултету је напредовао до звања редовног професора на Факултету примењених уметности у Београду.
Од 1969. до 1970. године боравио је у Чилеу ради остварења Споменика Југословенском усељенику и Споменика протеста. Од 1974. до 1977. и од 1991. до 1996. године био је декан Факултета примењених уметности у Београду.
Одржавао је самосталне изложбе у Сантијаго де Чилеу (1970), Пунта Аренасу (1971) и на Бијеналу у Венецији (1980), те учествовао на многим групним изложбама у земљи и иностранству.
Године 1971. одликован је Орденом Републике са златним венцем. Године 1972. освојио је награду „4. јул“ од СУБНОР-а Југославије, 1993. награду за животно дело од Скупштине удружења ликовних уметника примењених уметности Србије, а 2004. награду „Златни беочуг“ за трајни допринос култури. Био је почасни грађанин Крагујевца, Пунта Аренаса и Гонарса (Италија).

## Стваралаштво
Живковић је аутор бројних споменичких остварења:
- Скулптура „Борац“, Рашка 1959.
- Споменик „Крајпуташ“, Божурња код Тополе 1960.
- Споменик Револуције, Приштина 1961.
- Споменик „Стрељаним ђацима“, Крагујевац 1963.[2]
- Споменик Вука Стефановића Караџића, Лозница 1964.
- Споменик Миловану Глишићу, Ваљево 1968.
- Споменик храбрости, Остра код Чачка 1969.[3]
- Споменик Југословенском усељенику, Пунта Аренас (Чиле) 1970.
- Споменик „Протест“, Пунта Аренас 1970.
- Споменик „Битка на Сутјесци“, Тјентиште 1971.
- Спомен-костурница погинулих југословенских и италијанских партизана, Гонарс 1973.
- Скулптура у спортском центру „25. мај“, Београд 1975.
- Скулпторска композиција у Дому културе, Лазаревац 1977.
- Фонтана у производној хали „1. мај“, Пирот 1978.
- Спомен-парк „Устанка и Револуције“, Грахово 1978.
- Спомен-биста Милошу Н. Ђурићу у Београду (1978)
- Споменик „Кадињача“ (Амфитеатар Ужичка Република, Алеја Радничког батаљона, плато Слободе), Кадињача код Ужица 1979.
- Фонтана у ентеријеру конфекције „Таратекс“, Бајина Башта 1983.
- Спомен-чесма посвећена борцима и житељима града, Бајина Башта 1984.
- Споменик „Слободе“, Улцињ 1985.
- Споменик „скулптура мајке“, Ел Шат (Египат) 1985.
- Спомен-обележја „Драгош Седло“, „Доње Баре“, гроб Саве Ковачевића, „Боровно“ и „Љубин гроб“, Национални парк Сутјеска 1987.
- Споменик пилотима погинулим у одбрани Београда 1941, Земун 1997.
- Скулптура „Светитељ Сава“, Пријепоље 1995.
- Споменик „Српским браниоцима Брчког“, Брчко 1997.
- Споменик „Борцима Бијељине и Семберије“, Бијељина 1998.
- Споменик „За Крст Часни“, Приједор 2000.
- Споменик „Борцима Отаџбинског рата“, Дервента 2002.
- Споменик „Борцима за слободу“, Модрича 2002.
- Споменик „Браниоцима Отаџбине“, Мркоњић Град 2004.
- Споменик краљу Николи I Петровићу Његошу, Никшић 2006.
- Спомен-парк „Вукови коријени“ и Споменик Вуку Караџићу, Петница 2006.
- Споменик браћи Недић, Осечина 2007.

## Галерија
- Споменик братства и јединства, Приштина 1961.[4]
- Споменик стрељаним ђацима и професорима - „V/3”, Крагујевац 1963.
- Скулптура Вука Стефановића Караџића, Лозница 1964.
- Споменик Миловану Глишићу, Ваљево 1968.
- Долина хероја, Тјентиште 1971.
- Спомен комплекс Кадињача код Ужица 1979.
- Споменик пилотима браниоцима Београда 1941, Земун 1994.